# 新高製菓
新高製菓（にいたかせいか）は、日本統治下にあった台湾・台北市に本社を置いていた製菓会社。佐賀県北山村（現在の佐賀市富士町）出身の菓子商である森平太郎(1869年11月23日-1946年1月)が創業した。新高ドロップやバナナキャラメルなどで有名で、戦前は森永製菓、明治製菓と共に3大菓子メーカーとも、江崎グリコを加えて4大キャラメルとも言われたが、1946年の森の没後は時代の波に乗り切れず、1971年（昭和46年）に廃業した。

## 歴史
1895年（明治28年）に（1902年という資料もある）台湾に渡った森平太郎は、台北に「一六軒」を開業して故郷のまんじゅうを売っていたが、台湾で生産される砂糖と練乳を原料にしたキャラメルの製造法を取得し、1905年（明治38年）に「新高製菓」を創業した。社名は台湾の最高峰新高山（当時の日本名、現在の玉山）から名付けた。キャラメルやドロップなど多様な和洋菓子を売り出し、東京の和洋菓子店の一流職人を招いての技術開発や新聞・雑誌・おまけ・キャンペーンなどを駆使したマーケティング戦略で成功をおさめ台湾随一の製菓会社となった。大正末から昭和初期にかけて大阪や東京に工場や営業所を築いて日本本土に進出、さらに大連や奉天などにも工場を設け中国大陸にも進出した。1928年（昭和3年）ごろには国産最初期となるチューインガムの製造にも進出。1931年（昭和6年）には風船ガムを発売しブームを作った。軍隊の携行食として乾パンやキャラメルなども納入し、日本のみならずアジア有数の製菓会社となったが、敗戦で一六軒や本社工場など台湾の資産は中華民国に接収され、さらに創業者の死により有力な指導者を失った。残された東京と大阪の工場の再稼働は進まず、再稼働後も小規模なメーカーとなるにとどまり、廃業した。

## 広告宣伝
他の菓子メーカーと同じく商品に「おまけ」をつける販促を行っていたが、その一環で東京日日新聞に連載漫画を掲載するなど活躍していた西川鋼蔵（西川コーゾー）作の「ウマイモン太郎」や「バクダン小僧」などの漫画小冊子を発行していた。

## その他
- 創業者の森平太郎とその妻は作家北方謙三の曾祖父母にあたる。北方は夫妻をモデルに小説「望郷の道」を制作した。
- 誉の陣太鼓などで知られる熊本県の菓子メーカーお菓子の香梅の創業者である副島梅太郎は新高製菓の前身である一六軒で修行を積んでいた[12]。